# Diecezja Ciudad Juárez
Diecezja Ciudad Juárez (łac. Dioecesis Civitatis Iuarezensis) – diecezja Kościoła rzymskokatolickiego w Meksyku, należąca do metropolii Chihuahua.

## Historia
10 kwietnia 1957 papież Pius XII konstytucją apostolską In similitudinem Christi erygował diecezję Ciudad Juárez. Dotychczas wierni z tym terenów należeli do archidiecezji Chihuahua.
25 kwietnia 1966 diecezja utraciła część swego terytorium na rzecz nowo powstałej prałatury terytorialnej Madery, zaś 13 kwietnia 1977 na rzecz prałatury terytorialnej Nuevo Casas Grandes.

## Główne świątynie
- Katedra: Katedra Matki Boskiej z Gwadelupy w Ciudad Juárez

## Biskupi diecezjalni
- Manuel Talamás Camandari (1957–1992)
- Juan Sandoval Íñiguez (1992–1994)
- Renato Ascencio León (1994–2014)
- José Guadalupe Torres Campos (od 2014)